# Tân An Hội, Mang Thít
Tân An Hội là một xã cũ thuộc huyện Mang Thít, tỉnh Vĩnh Long, Việt Nam.

## Địa lý
Xã Tân An Hội nằm ở phía nam huyện Mang Thít, có vị trí địa lý:
- Phía đông giáp sông Mang Thít
- Phía tây giáp xã Bình Phước và thị trấn Cái Nhum
- Phía nam giáp xã Tân Long và xã Tân Long Hội
- Phía bắc giáp thị trấn Cái Nhum và sông Mang Thít.

Xã Tân An Hội có diện tích 13,73 km², dân số năm 1999 là 7.580 người, mật độ dân số đạt 552 người/km².

## Hành chính
Xã Tân An Hội được chia thành 6 ấp: An Hội, Tân An, Tân Hội, Tân Qui, Tân Thắng, Tân Thiềng.

## Lịch sử
Ngày 6 tháng 12 năm 2019, Hội đồng Nhân dân tỉnh Vĩnh Long ban hành Nghị quyết 228/NQ-HĐND về việc:
- Sáp nhập toàn bộ ấp An Hội 1 với ấp An Hội 2 thành ấp An Hội
- Sáp nhập toàn bộ ấp An Hội 3 và ấp Tân Qui 1 vào ấp Tân Qui 2 thành ấp Tân Qui.